# ستروپسکو
ستروپسکو (به صربی: Stropsko) یک منطقهٔ مسکونی در صربستان است که در ناحیه پچینیا واقع شده‌است. ستروپسکو ۱۸۶ نفر جمعیت دارد.